# De Adelaar (Wormerveer)
De Adelaar is een voormalige zeepziederij in Wormerveer. Het huidige gebouw en Rijksmonument, getooid met een betonnen adelaar, is sinds 2008 in gebruik als hoofdkantoor van het Nederlandse damesmodemerk Vanilia.

## Geschiedenis

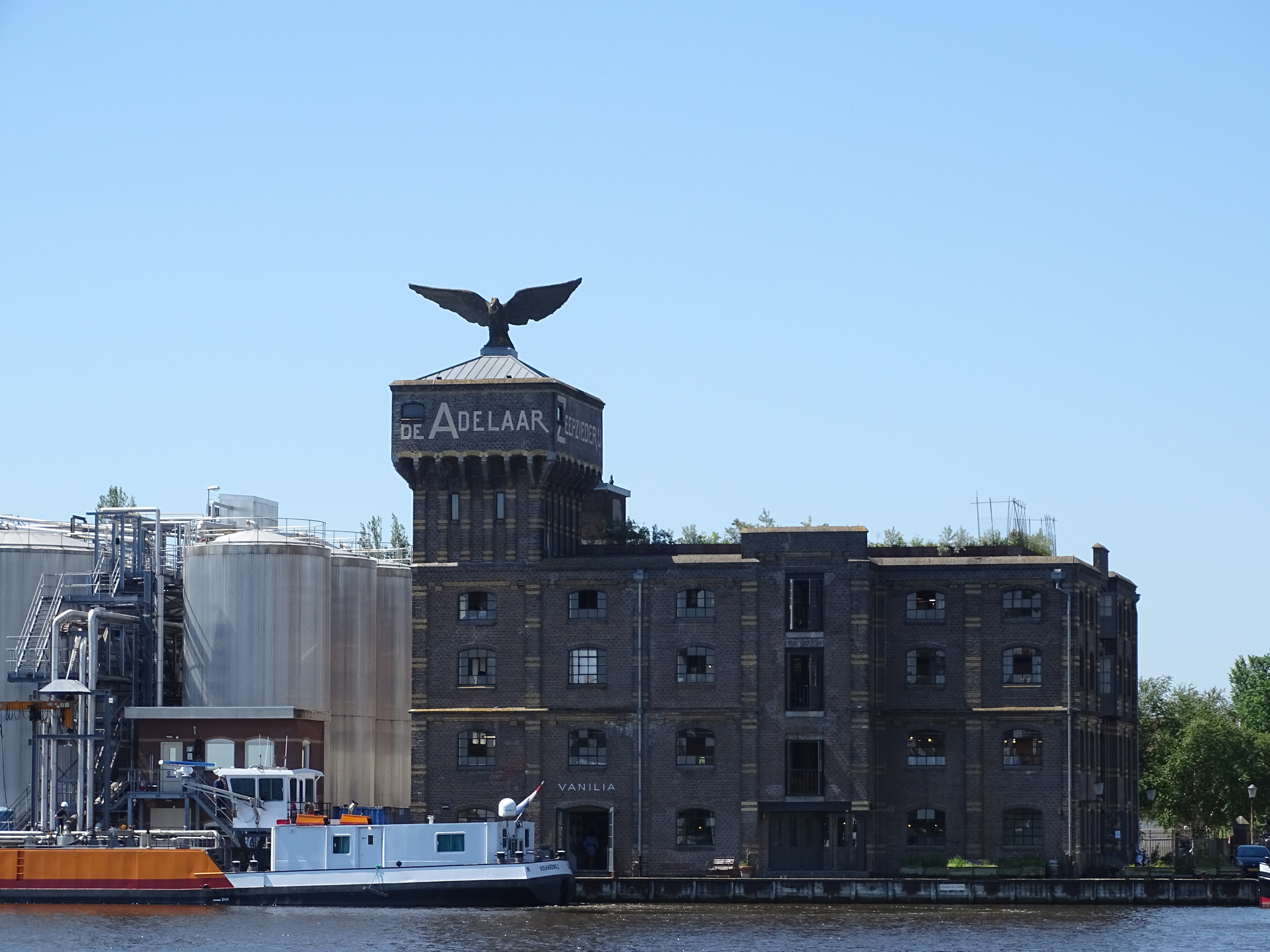
De voormalige zeepziederij

Het achterliggende bedrijf van de zeepziederij was de firma Jan Dekker. De geschiedenis hiervan gaat terug tot 1772 toen Jan Dekker Gerbrantsz., tezamen met zijn zwager Lammert Trip, de firma Trip & Dekker oprichtte. In 1778 ging hij echter alleen verder met een handel in potas en weedas en trasmolen De Rietvink in Wormer.
Zijn zoon Gebrand Jansz. kocht in 1796 het Karolingische complex de Valkhof in Nijmegen om de daarvan afkomstige tufsteen in zijn molen te vermalen. Slechts de 11e-eeuwse Sint-Nicolaaskapel bleef gespaard, evenals de zogenaamde Barbarossa ruïne, die iets oostelijker op het Valkhofterrein staat. Na Cornelis Dekker Jansz. in 1813 kwam in 1830 Jan Dekker Cornelisz. aan het bewind. Nu werd potas, weedas, stijfsel, soda en blauwsel geleverd aan zeepziederijen en blekerijen en bovendien ook tras aan de bouwnijverheid. Daarnaast was hij burgemeester van Wormerveer en schreef toneelstukken.
In 1867 kwam het bedrijf in handen van Jan Alexander Dekker. Deze begon in 1885 met de productie van zeep. In de Zaanstreek was lijnolie, raapolie en walvistraan als grondstof beschikbaar. Omstreeks die tijd kreeg de zeepfabricage een wetenschappelijke basis. Na een aantal mislukkingen werd er een goede zeep ontwikkeld. Een kleine stenen zeepziederij werd gebouwd langs de Zaandijkerweg. Deze fabriek, die al De Adelaar heette, werd enkele malen uitgebreid. In 1896 werd begonnen met de bouw van een nieuwe, veel grotere, fabriek. Dit werd al bekroond door het beeld van een adelaar dat een spanwijdte van 4 meter had. In 1903 werd de firma Storm van Bentem & Kluyver overgenomen. Deze had vijf windmolens in gebruik: Het Gekroonde Zeepaard, De Boot, De Storm, De Sluiswachter en De Grauwe Hengst.
Op 5 augustus 1906 vond een felle brand plaats waarbij de fabriek geheel werd verwoest. Spoedig werd met de bouw van de nieuwe fabriek begonnen. J.P.F. van Rossem en W.J.Vuyk waren de architecten. De nieuwe fabriek kwam gereed in 1908 en bevatte de beeldbepalende watertoren die werd voorzien van een adelaar in cementijzer met een vleugelwijdte van 6 meter. Dit ondanks het feit dat de fa. F.W. Braat, Koninklijke Fabriek van Zinkwerken te Delft, adelaars in iedere verlangde afmeting kon leveren.
Enige tijd na de Tweede Wereldoorlog kwam het gebouw in het bezit van Loders Croklaan en verloor later weer de functie van zeepziederij. Het diende nog enige tijd als pakhuis en kwam in 1985 leeg te staan. Door verwaarlozing dreigde het gebouw zelfs in te storten. Ook de reuzenvogel verloor heel wat brokken beton. Ondertussen werd het gebouw geklasseerd als provinciaal monument en in 2004 als Rijksmonument. Enkele jaren daarna begon de restauratie, waarbij ook de adelaar van een nieuwe kop werd voorzien.

## Firma Jan Dekker
De firma Jan Dekker ging zich ondertussen bezighouden met geur- en smaakstoffen. In 1957 werd de firma overgenomen door de Chemische Fabriek Naarden maar bleef onder eigen naam werken. Men ging zich richten op ingrediënten voor voedingsmiddelen en cosmetica. In 1990 werd de firma via een managementbuy-out weer onafhankelijk. Dit bedrijf heet tegenwoordig Jan Dekker International en is nog steeds gevestigd te Wormerveer.